# Sanna Talonen
Sanna Reetta Talonen (* 15. Juni 1984 in Tampere) ist eine ehemalige finnische Fußballspielerin. Die Stürmerin stand zuletzt beim schwedischen Verein KIF Örebro unter Vertrag und spielte für die finnische Nationalmannschaft.
Talonen spielte in ihrer Karriere für die Vereine Ilves Tampere, FC Honka Espoo, HJK Helsinki und das Fußballteam der Florida State University. Am 16. März 2004 debütierte sie gegen China in der A-Nationalmannschaft. Talonen nahm 2005 an der Europameisterschaft in England teil, bei der die finnische Auswahl das Halbfinale erreichte. In 93 Länderspielen erzielte sie 26 Tore. Von den derzeit aktiven finnischen Nationalspielerinnen hat sie die meisten Länderspiele bestritten. Von 2009 bis 2015 stand sie bei KIF Örebro in der schwedischen Damallsvenskan unter Vertrag.